# Coatzacoalcos
Coatzacoalcos (del náhuatl: coatl, tzacualli, co ‘serpiente, refugio, lugar’‘En el escondite de la serpiente’) es una ciudad y puerto del estado de Veracruz, ubicado en la Zona Sur del estado, en la llamada Región Olmeca o Istmo. 
Coatzacoalcos surfica en náhuatl ‘lugar donde se esconde la serpiente’. Su noa una antigua leyenda que cuenta que en el año 947, Quetzalcóatl llegó a esta ciudad y a bordo de una balsa navegó a través del río hasta perderse en el horizonte bajo promesa de regresar un día. Los seguidores de Quetzalcóatl se quedaron en ese lugar esperando el retorno de su líder, así es como aparecieron los primeros asentamientos en la región.
En algún lugar de la gran extensión de terreno comprendido entre el río Coatzacoalcos e Ixhuatlán del Sureste, entre los ríos Teapa y San Antonio, probablemente estuvo el poblado indígena que los historiadores de la conquista dicen haber conocido, y que se llama Guazaqualco o Huazaqualco. Es también la mayor zona metropolitana del sur de Veracruz y está ubicada estratégicamente al sur de la Región de los Tuxtlas.
Es la ciudad más importante y desarrollada del sur de Veracruz y del Istmo de Tehuantepec. Su desarrollo se ha generado por el establecimiento del puerto de altura y por el auge de los complejos petroquímicos de Pajaritos, Morelos y Cangrejera.

## Toponimia
Coatzacoalcos proviene del náhuatl coatl, que significa ‘culebra’, tzacualli, ‘saco o refugio donde se guarda o se esconde algo’, y co, sufijo de lugar. Su traducción literal es, entonces, ‘en el escondite de la culebra’, aunque se desconoce el sentido metafórico del nombre, una tendencia común en el náhuatl. Edward Sellers ligan el término Coatzacoalcos a la leyenda de Quetzalcóatl, pero la interpretación, aunque popularizada, es dudosa. Según la leyenda, un sacerdote tolteca, llamado Ce Acatl, emigró debido a la vergüenza que sus indecencias al tomar pulque le causaban y «se dirigió al oriente» en una barca. Se cree que salió de la ciudad de Tula, capital tolteca, con rumbo desconocido, aunque algunos creen que se dirigió a Centroamérica o a Sudamérica, pasando por Coatzacoalcos. En zapoteco, su nombre es Niniaš, tierra de niguas, o Puersu. La ciudad se llamó Puerto México desde 1907 hasta 1935.

## Historia
Dentro del área geográfica y cultural olmeca, se consideró a Coatzacoalcos como capital de la provincia. Al final del gobierno de Axayácatl, la población local rechazó a las huestes del imperio mexica en Cuilonimiquiztlan (Cuilonia, municipio de Soteapan). Durante la conquista española (principios de 1520), Diego de Ordaz exploró y sondeó el río Coatzacoalcos en busca de oro. Por instrucciones de Cortés, Gonzalo de Sandoval y varios capitanes conquistaron la ciudad de Coatzacoalcos y fundaron la villa del Espíritu Santo en junio de 1522, río arriba y sobre la margen derecha, cerca de Barragantitlan o Paso Nuevo, actualmente jurisdicción del municipio de Ixhuatlán del Sureste.
Esa prueba sirvió de guarnición para dominar y pacificar toda la provincia, que se convirtió en el centro de una extensa área que comprendía el sureste del estado de Veracruz, Tabasco y parte de Chiapas, Campeche y Oaxaca. La congregación de indígenas se llevó a cabo en 1599. En el orden religioso, quedó adscrita al obispado de Oaxaca. Durante los siglos XVI y XVII fue cabecera de la alcaldía mayor trasladada después a Acayucan porque el trabajo forzado y las enfermedades abatieron la población, al grado de que a principios del siglo XVIII la Villa del Espíritu Santo casi desapareció.

### Fundación de Coatzacoalcos
No hay datos muy claros sobre la fundación de Coatzacoalcos, y su asentamiento se ubica en territorio metropolitano de los olmecas. Las historias de los pueblos antiguos de México dicen que Quetzalcóatl fue un personaje que huyó de Tollan-Xicocotitlan en el siglo XII, abordando una barca fabricada con pieles de serpientes y qué, tras anunciar su retorno para regir los destinos de su pueblo, se perdió en el mar. Esto es precisamente lo que significa la palabra Coatzacoalcos: coatl = ‘culebra’, tzacualli = ‘encierro’, y co = ‘lugar’ o ‘sitio’.
Hernán Cortés, informado por Gonzalo de Escobar, llevó a cabo una expedición, que pretendía encontrar un gran poblado lleno de oro en la isla del río «Guazacualco», que más tarde habrían de bautizar con el nombre de San Juan de Ulúa.
En 1520, después de la toma de Tenochtitlán, Hernán Cortés ordenó poblar esta región. En su correspondencia oficial con el emperador Carlos V, señaló este lugar como el mejor puerto natural que existe en la costa del golfo de México, donde se podrían realizar actividades comerciales y marítimas. Fue por ello que Cortés envió al capitán Gonzalo de Sandoval a fundar, el domingo 8 de junio de 1522, en las riberas del río Guazacualco (nombre con que pronunciaban los españoles el náhuatl Coatzacoalco) la población que denominaron «Villa del Espíritu Santo» (ya que ese mismo día se celebraba la festividad de Pentecostés o de la Pascua del Espíritu Santo), en la margen derecha del río Coatzacoalcos, donde hoy se encuentra Barragantitlán, municipio de Ixhuatlan del Sureste.
Durante la época de la Colonia se estableció el obispado de Coatzacoalcos, un astillero real, en lo que hoy es la actual Minatitlán y un fuerte para su defensa. En esta misma época, La Villa del Espíritu Santo es nombrada provincia, con capital en Acayucan, y su área de influencia incluye a los territorios de San Pedro Xoteapan, Mecayapan, Soconusco, Oluta, Texistepec, Sayula, Benatitlán, Chinameca, Mazapa, Oteapan, Jáltipan de Morelos, Cosoleacaque, Moloacán, Ixhuatlán del Sureste, Nanchital, Huimanguillo, Barra de Coatzacoalcos y la Villa del Espíritu Santo.
A finales de 1771, se inicia la exploración del istmo y se proyecta la creación de un canal que unirá los dos océanos.
Se extraía sal de muy alta calidad, industria que sigue siendo importante hoy día, y también maderas preciosas con las que se fabricaron algunos barcos que fueron de importancia en los siglos pasados.
La lejanía del centro, las enfermedades llegadas de Europa y el hostigamiento de los corsarios (franceses, portugueses y holandeses) provocaron que los pocos habitantes de la región emigraran hacia lugares más seguros como Ixhuatlán del Sureste, Chinameca, Acayucan, Veracruz y Tabasco.[cita requerida]
A principios de 1793, los pueblos de la región, entre ellos Coatzacoalcos, observaron con terror y asombro la erupción del volcán de San Martín, en la cercana sierra de los Tuxtlas. En la actualidad este volcán se encuentra inactivo.[cita requerida]

### Establecimiento del municipio
Por decreto núm. 118 del 22 de diciembre de 1881 se creó el municipio de Coatzacoalcos, con la localidad de San José Puerto México de este como cabecera y la congregación de Tonalá, segregada del municipio de Minatitlán. Su primer ayuntamiento, encabezado por Ambrosio Solorza, piloto de mar, entró en funciones la última semana de enero de 1882.
Por decreto núm. 10 del 3 de julio de 1900, el pueblo de Coatzacoalcos fue elevado a la categoría de villa con el nombre de San José Puerto México. En 1906 funcionó el Club Liberal «Valentín Gómez Farías», de filiación magonista. Por decreto núm. 14 de 1 de julio de 1911, Puerto México obtuvo el título de ciudad; y por decreto núm. 34 de 8 de diciembre de 1936, se restituyó su original nombre de Coatzacoalcos. En la actualidad es una de las poblaciones más importantes del estado; su desarrollo se debe en gran parte a la industria petrolera y a la actividad mercante de su puerto de altura y cabotaje. Se le considera, además como la Puerta del Sureste. Registra una afluencia turística estable. En Coatzacoalcos se localizan los complejos: «Cangrejera», «Pajaritos» y «Morelos» los más grandes complejos petroquímicos del país y de los más grandes en América Latina. Esta industria ha propiciado un significativo auge en la localidad y el crecimiento de la población. La ciudad dispone de todos los servicios urbanos.

### Construcción del puerto y las vías ferroviarias
En 1907, durante el periodo presidencial de Porfirio Díaz, se inauguraron los siete muelles del puerto de Coatzacoalcos, junto con el Ferrocarril Nacional de Tehuantepec.[cita requerida]
Las obras del puerto estuvieron a cargo de la compañía estadounidense S. Pearson and Son Limited, que confeccionó los muelles con 14 grúas eléctricas y bodegas con fosas para acceso a los carros del ferrocarril.[cita requerida]
Con el establecimiento del ferrocarril, comenzó el auge del tráfico interoceánico, con numerosos movimientos de carga entre San José Puerto México y Salina Cruz. Compañías como Hawái Company y sus productos (piña envasada) eran algunas de las que generaban tráfico ferroviario con el fin de trasladar su mercancía hacia Europa y las costas del Atlántico de los Estados Unidos.

## Geografía

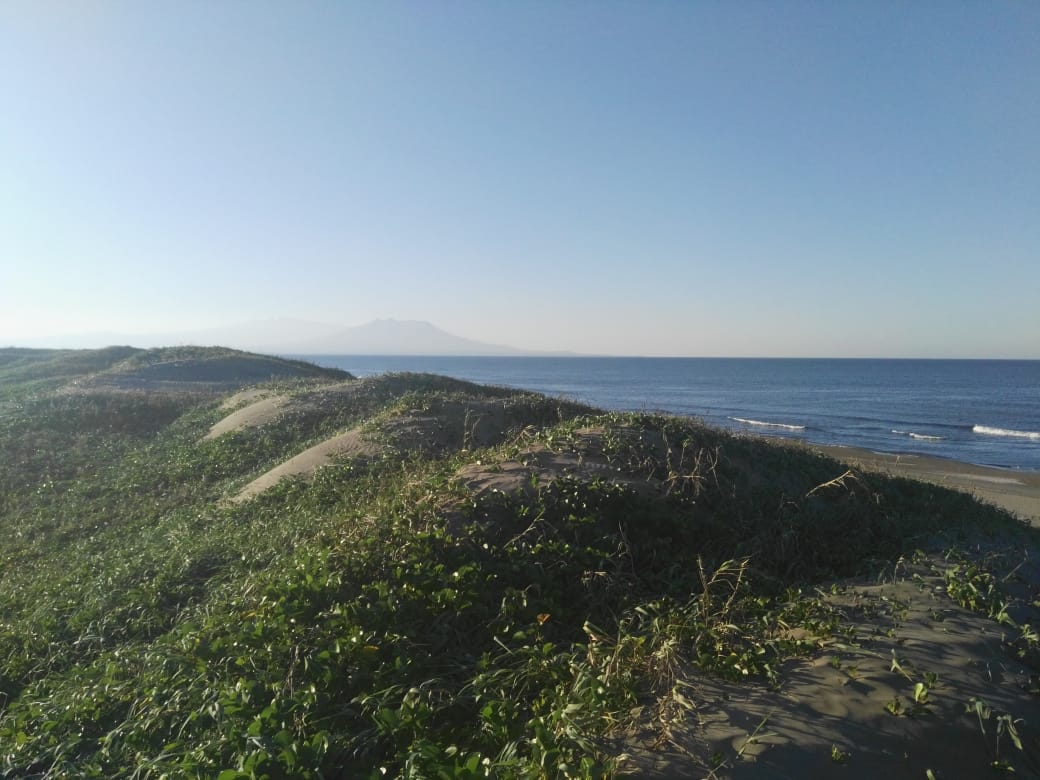
Dunas de arena en las playas de Coatzacoalcos

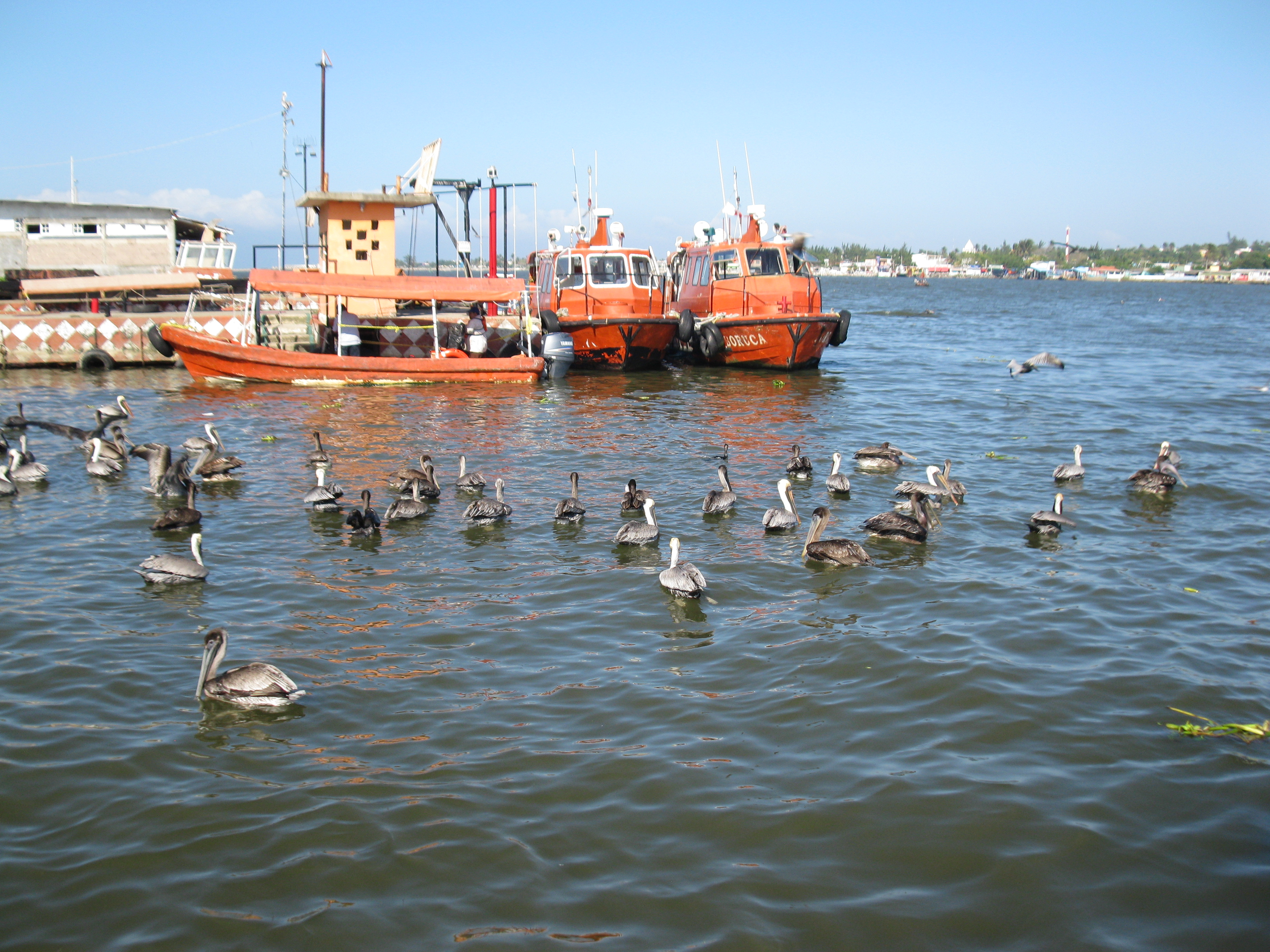
Pelícanos en el puerto de Coatzacoalcos

Coatzacoalcos está rodeado por la laguna del ostión y los ríos Coatzacoalcos y Tonalá, que constituye la frontera con Tabasco, y Huazuntlán, al norte del municipio. El Golfo de México baña el norte del municipio, y aunque la ciudad no está separada del continente, su principal conexión con tierra firme son el puente Coatzacoalcos I, que, fue traído desde Alemania en 1957 para ser inaugurado el 18 de marzo de 1962 por el expresidente Adolfo López Mateos y el puente Coatzacoalcos II inaugurado oficialmente el 17 de octubre de 1984 por el presidente de México, Miguel de la Madrid Hurtado. Su suelo está formado en su mayoría por sedimentos de conchas, arena y cieno.
Otras vías de enlace son el puente Kilómetro 14, instalado en la Carretera Antigua a Minatitlán, que pasa por el Aeropuerto de Minatitlán, y el Puente Calzadas, en la carretera que conduce a Minatitlán por el rumbo de las Matas.
En su extremo noroccidental, la mancha urbana ya está localizada a unos 8 kilómetros de la barra de arena que comunica el Golfo de México con la Laguna del Ostión.

### Flora y fauna
Entre la flora que coexiste en la zona destacan palmeras, pastizales y manglares. Estos últimos se encuentran más comúnmente al noroeste de la ciudad alrededor de la Laguna del Ostión en la zona de Barrillas.
Debido a la variedad de ecosistemas se puede encontrar una gran diversidad de especies, algunas de las especies más representativas son los manatíes, toninas y tlacuaches. También nos encontramos con mamíferos silvestres que incluyen armadillos, ardillas, conejos, coatíes, monos araña y jaguarundis, reptiles como las venenosas serpientes nauyacas e iguanas, y aves como garzas, zanates, palomas, y pelícanos.

### Clima
El clima se clasifica como «AM» es decir, cálido con abundantes lluvias en verano. Presenta temperaturas suaves todo el año y un periodo de sequía invernal constantemente quebrado por frentes fríos provenientes de la masa continental norteamericana localmente conocidos como «Norte» y que ocasionan que los meses más secos se retrasen hasta marzo y abril. Las temperaturas medias mensuales tienen una amplitud modesta que va del 10 a 25 en mayo. Los extremos de calor fluctúan entre 26 y 37 °C (alguna tarde de abril a septiembre), aunque en fechas recientes, se han llegado a presentar temperaturas de hasta 40 °C, y los extremos mínimos son de entre 13 a 18 °C (de diciembre a febrero). La media de precipitaciones es muy elevada y se acerca a los 3000 mm anuales, con un máximo en septiembre y octubre.
| Parámetros climáticos promedio de Nanchital (9 km al sur de Coatzacoalcos —20 m s. n. m.—) | Parámetros climáticos promedio de Nanchital (9 km al sur de Coatzacoalcos —20 m s. n. m.—) | Parámetros climáticos promedio de Nanchital (9 km al sur de Coatzacoalcos —20 m s. n. m.—) | Parámetros climáticos promedio de Nanchital (9 km al sur de Coatzacoalcos —20 m s. n. m.—) | Parámetros climáticos promedio de Nanchital (9 km al sur de Coatzacoalcos —20 m s. n. m.—) | Parámetros climáticos promedio de Nanchital (9 km al sur de Coatzacoalcos —20 m s. n. m.—) | Parámetros climáticos promedio de Nanchital (9 km al sur de Coatzacoalcos —20 m s. n. m.—) | Parámetros climáticos promedio de Nanchital (9 km al sur de Coatzacoalcos —20 m s. n. m.—) | Parámetros climáticos promedio de Nanchital (9 km al sur de Coatzacoalcos —20 m s. n. m.—) | Parámetros climáticos promedio de Nanchital (9 km al sur de Coatzacoalcos —20 m s. n. m.—) | Parámetros climáticos promedio de Nanchital (9 km al sur de Coatzacoalcos —20 m s. n. m.—) | Parámetros climáticos promedio de Nanchital (9 km al sur de Coatzacoalcos —20 m s. n. m.—) | Parámetros climáticos promedio de Nanchital (9 km al sur de Coatzacoalcos —20 m s. n. m.—) | Parámetros climáticos promedio de Nanchital (9 km al sur de Coatzacoalcos —20 m s. n. m.—) |
| Mes                                                                                        | Ene.                                                                                       | Feb.                                                                                       | Mar.                                                                                       | Abr.                                                                                       | May.                                                                                       | Jun.                                                                                       | Jul.                                                                                       | Ago.                                                                                       | Sep.                                                                                       | Oct.                                                                                       | Nov.                                                                                       | Dic.                                                                                       | Anual                                                                                      |
| ------------------------------------------------------------------------------------------ | ------------------------------------------------------------------------------------------ | ------------------------------------------------------------------------------------------ | ------------------------------------------------------------------------------------------ | ------------------------------------------------------------------------------------------ | ------------------------------------------------------------------------------------------ | ------------------------------------------------------------------------------------------ | ------------------------------------------------------------------------------------------ | ------------------------------------------------------------------------------------------ | ------------------------------------------------------------------------------------------ | ------------------------------------------------------------------------------------------ | ------------------------------------------------------------------------------------------ | ------------------------------------------------------------------------------------------ | ------------------------------------------------------------------------------------------ |
| Temp. máx. abs. (°C)                                                                       | 38.5                                                                                       | 37.5                                                                                       | 39.5                                                                                       | 43.0                                                                                       | 42.0                                                                                       | 40.0                                                                                       | 39.0                                                                                       | 40.0                                                                                       | 41.5                                                                                       | 39.0                                                                                       | 39.5                                                                                       | 37.0                                                                                       | 43.0                                                                                       |
| Temp. máx. media (°C)                                                                      | 26.7                                                                                       | 27.2                                                                                       | 30.5                                                                                       | 32.7                                                                                       | 34.4                                                                                       | 33.1                                                                                       | 32.2                                                                                       | 32.5                                                                                       | 32.1                                                                                       | 30.6                                                                                       | 29.0                                                                                       | 27.9                                                                                       | 30.7                                                                                       |
| Temp. media (°C)                                                                           | 22.6                                                                                       | 22.8                                                                                       | 25.5                                                                                       | 27.3                                                                                       | 28.8                                                                                       | 28.3                                                                                       | 27.7                                                                                       | 27.8                                                                                       | 27.6                                                                                       | 26.4                                                                                       | 24.9                                                                                       | 23.7                                                                                       | 26.1                                                                                       |
| Temp. mín. media (°C)                                                                      | 18.5                                                                                       | 18.4                                                                                       | 20.5                                                                                       | 21.9                                                                                       | 23.1                                                                                       | 23.5                                                                                       | 23.2                                                                                       | 23.2                                                                                       | 23.1                                                                                       | 22.1                                                                                       | 20.7                                                                                       | 19.5                                                                                       | 21.5                                                                                       |
| Temp. mín. abs. (°C)                                                                       | 9.5                                                                                        | 10.5                                                                                       | 11.5                                                                                       | 2.0                                                                                        | 16.0                                                                                       | 18.0                                                                                       | 19.0                                                                                       | 18.0                                                                                       | 19.0                                                                                       | 9.5                                                                                        | 13.0                                                                                       | 10.0                                                                                       | 2.0                                                                                        |
| Precipitación total (mm)                                                                   | 128.2                                                                                      | 105.3                                                                                      | 48.6                                                                                       | 41.2                                                                                       | 56.1                                                                                       | 225.2                                                                                      | 233.6                                                                                      | 294.4                                                                                      | 473.8                                                                                      | 440.6                                                                                      | 269.0                                                                                      | 262.8                                                                                      | 2578.8                                                                                     |
| Fuente: Servicio Meteorológico Nacional 8 de septiembre de 2022                            |                                                                                            |                                                                                            |                                                                                            |                                                                                            |                                                                                            |                                                                                            |                                                                                            |                                                                                            |                                                                                            |                                                                                            |                                                                                            |                                                                                            |                                                                                            |

## Economía

### Petroquímica
El establecimiento de la industria petroquímica en el puerto de Coatzacoalcos marco un antes y después en la historia de la ciudad, ya que a partir de su establecimiento la ciudad comenzó a crecer demográficamente por la prosperidad que había en la zona. Es la instalación más grande en su tipo de América Latina, produce los siguientes compuestos químicos: etileno, polietileno, amoniaco y metanol. Es la principal actividad económica de la ciudad junto con las actividades portuarias.

### Comercio

Comercio en Coatzacoalcos.

La ciudad de Coatzacoalcos actualmente ha tenido un importante crecimiento económico dentro del comercio, se han establecido en la ciudad numerosos centros comerciales, algunos con almacenes departamentales y otros con tiendas de autoservicio.
El mercado municipal es el mayor centro de abastecimiento comercial de la Región, allí se encuentra todo tipo de mercaderías y artículos domésticos, gente de la región se concentra para vender sus productos locales.

### Pesca
La actividad económica más antigua de esta localidad es la pesca, a partir de este rubro económico se desarrolló desde tiempos prehispánicos a la actualidad.

## Transporte
Coatzacoalcos cuenta con varias vías de comunicación: aérea, marítima y terrestre.

### Ampliación del Puerto de Coatzacoalcos
Se invertirán 854 millones de pesos en la construcción de cinco obras; 130 metros de muelle, un acceso carretero, un acceso ferroviario, un patio ferroviario y un dragado de construcción.

### Tren Transístmico
El proyecto Tren Transístmico consiste en la restauración de la antigua ruta ferroviaria que comunica actualmente las ciudades de Coatzacoalcos, Veracruz y Salina Cruz, Oaxaca con la idea de que sea una ruta de transportación (de pasajeros y de carga) y que contribuya al desarrollo del Istmo de Tehuantepec y a la modernización de esos dos importantes puertos. Su objetivo es el de disponer de una plataforma logística que integre la prestación de servicios de administración portuaria en los puertos de Coatzacoalcos, Veracruz y Salina Cruz, Oaxaca para atraer inversión pública y privada con la que solventar la construcción de la infraestructura física, social y productiva necesaria para fortalecer la base económica de la región del Istmo de Tehuantepec. Para lograrlo se planea la construcción de un tren eléctrico de doble vía de 300 kilómetros para unir los puertos de Coatzacoalcos y Salina Cruz en tan sólo 3 horas, a efecto de que las empresas navieras tengan ahorros de tiempo y dinero, cuando en el canal de Panamá tardan en cruzar más de 8 horas con un tiempo de espera de hasta 15 días.
El proyecto es parte integral del Programa para el Desarrollo del Istmo de Tehuantepec, un instrumento que debe conceptuarse como una política de desarrollo regional con impactos sociales y económicos en toda la porción sur - sureste del país. El corredor interoceánico consta de una superficie de 36 mil 112 kilómetros cuadrados (22 150 en el estado de Oaxaca y 13 962 en el estado de Veracruz), suma una población total de 1 millón 930 habitantes, según las cifras de la Encuesta Intercensal 2015 del INEGI, de los cuales 663 mil corresponden a Oaxaca y 1 millón 267 mil que residentes de Veracruz (1.6% de la población nacional).

### Aeropuerto internacional
El Aeropuerto Internacional de Minatitlán, a 15 km del puerto marítimo, da servicio directamente no solo a Minatitlán, sino también a Coatzacoalcos y Cosoleacaque. Dicho aeropuerto tiene, a partir de agosto de 2006, la categoría de aeropuerto internacional asignada por el entonces Presidente de México en funciones, Vicente Fox, cuando el gobernador del estado era Fidel Herrera Beltrán. Tiene capacidad para recibir vuelos de aerolíneas tanto nacionales como internacionales.

### Puerto marítimo
La salida al mar de Coatzacoalcos le permite la comunicación marítima con otros puertos tanto del país como del exterior, permitiendo el acceso a barcos que transportan mercancías o productos químicos.

### Central de autobuses

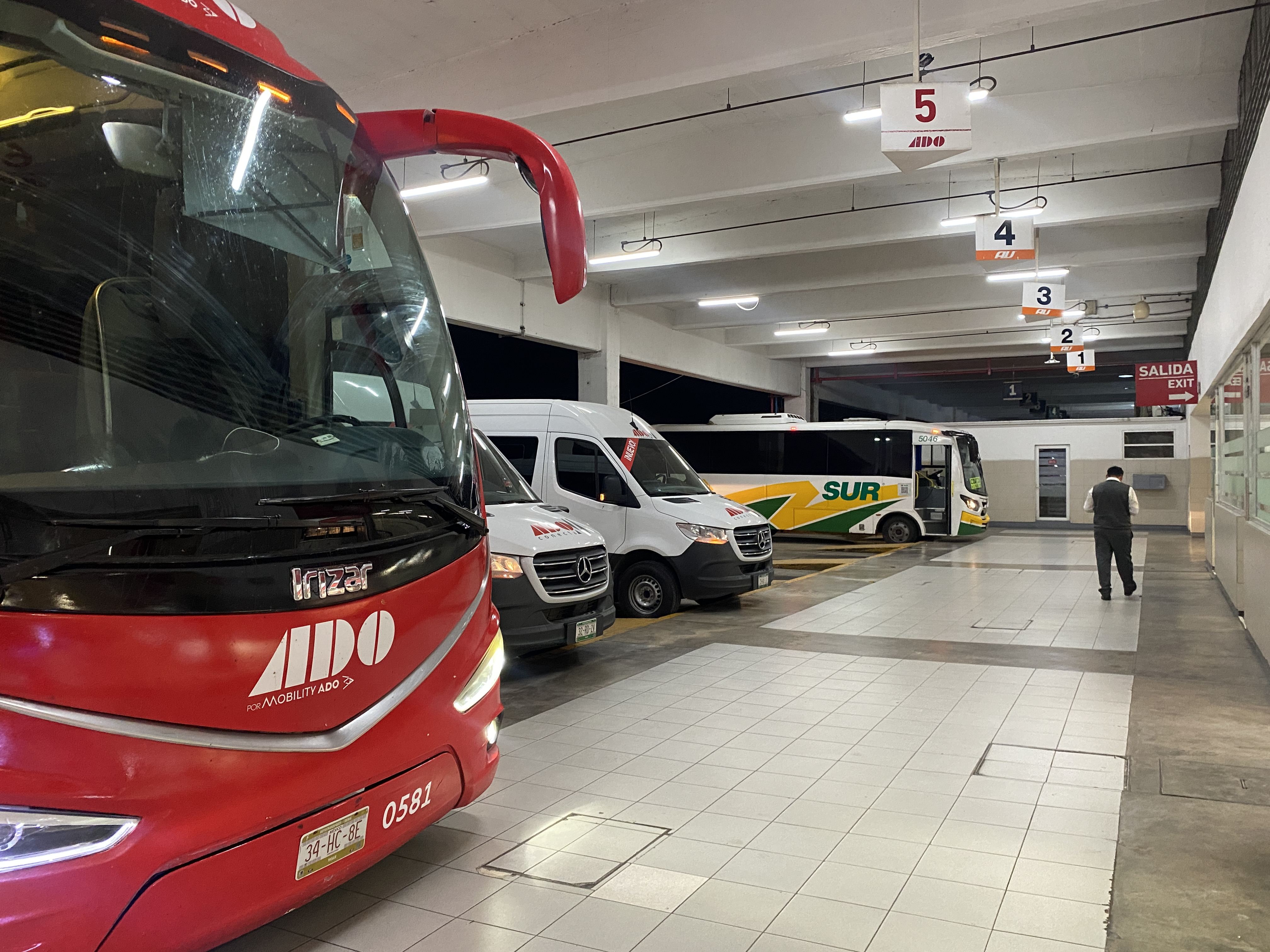
Andenes en la central de autobuses de Coatzacoalcos.

La Central de Autobuses del Puerto de Coatzacoalcos se ubica al sur de la ciudad, y brinda servicios de transporte terrestre a una gran cantidad de destinos en el sureste y centro del país, en sus diferentes servicios: Intermedio (SUR, AU, TLT, Sotavento, Transportes del Istmo, RS), Primera Clase (ADO/OCC), Ejecutivo (ADO GL) y Lujo (ADO PLATINO).

### Carreteras
Por tierra, las carreteras que conectan hacia el norte y sur del país permiten la afluencia de automóviles particulares, autobuses, así como vehículos de carga diversa.

### Túnel sumergido

Túnel Sumergido desde la vista de Allende a Coatzacoalcos

Se trata de un túnel, el primero de México y Latinoamérica, ya que los existentes son subfluviales, siendo este el primer túnel sumergido. El objetivo era unir Coatzacoalcos con la localidad de Villa Allende, donde se encuentran los complejos petroquímicos.

### Puentes

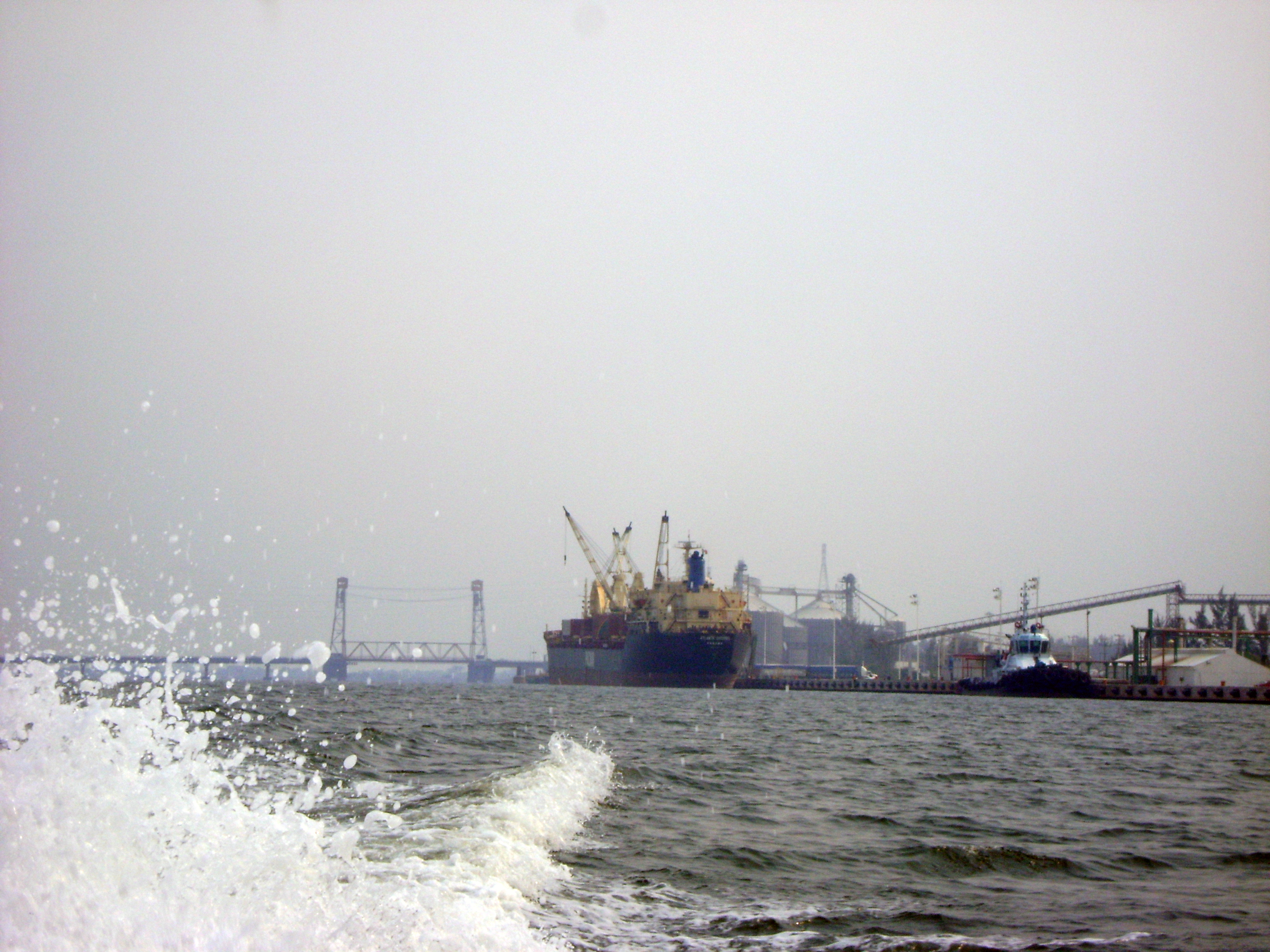
El Río Coatzacoalcos y al fondo el Puente Coatzacoalcos I.

El Puente Coatzacoalcos II, nombrado «Ing. Antonio Dovalí Jaime» comunica la zona sur de Veracruz con los estados de Tabasco, Campeche, Chiapas, Yucatán y Quintana Roo. El Puente Coatzacoalcos I (sin nombre) es un puente con más de 100 años de antigüedad y tiene un mecanismo de elevación vertical, cuando pasa un barco la parte del centro del puente se levanta gracias a dos torres elevadoras que miden 50 metros de altura de modo que pueden pasar barcos que midan menos de 50 metros, aunque el puente ha sufrido del paso del tiempo, en enero de 2012 fue puesto en reparación. El puente Coatzacoalcos 2 forma parte de la carretera Tehuacán - Villahermosa (carretera federal 180) y el puente Coatzacoalcos II forma parte de la autopista México-Tuxtla Gutiérrez

## Vialidades

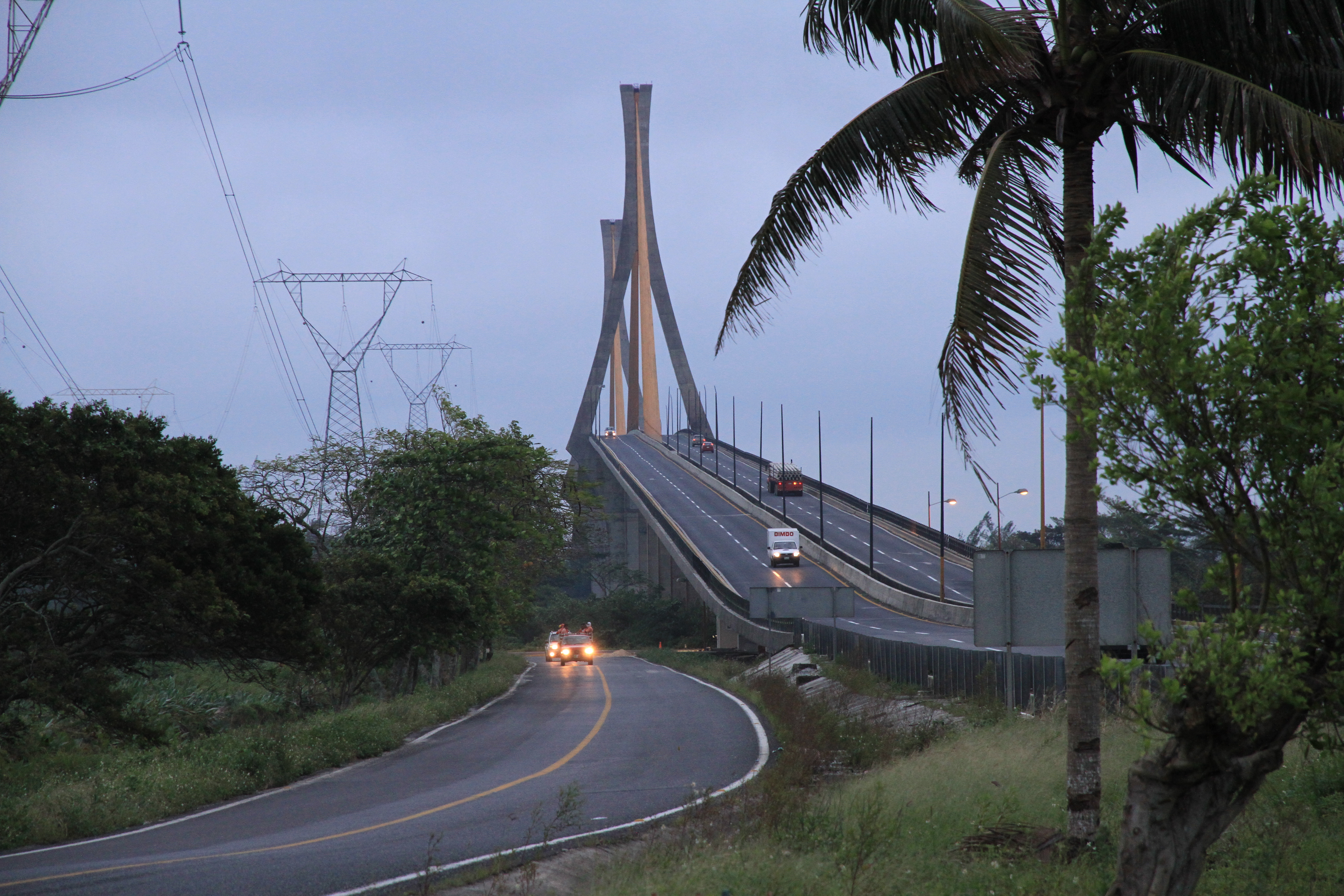
Puente Ing. Antonio Dovalí Jaime

Las principales avenidas de la ciudad son:
- Av. Universidad Veracruzana, conocida también como Carretera Antigua a Mina, en ella se encuentran muchos de los principales centros comerciales, restaurantes y hoteles, entre otras edificaciones del Coatzacoalcos moderno, lo que actualmente se le conoce como la zona dorada de Coatzacoalcos. Y como su nombre actual, en esta misma avenida se encuentra un campus de la máxima casa de estudios del estado de Veracruz.
- Av. Zaragoza, principal avenida del centro de la ciudad.
- Túnel sumergido Coatzacoalcos, vía de comunicación subterránea que conecta a la localidad de Vila Allende (perteneciente a Coatzacoalcos) y la cabecera municipal Coatzacoalcos.
- Av. Revolución, una de las avenidas más largas, y donde se ubican diversas instituciones privadas de salud.
- Av. Juárez. famosa avenida se encuentra la casa de la destacada poetisa porteña Oralia Bringas de García.
- Av. Hidalgo. importante avenida donde se encontraba el antiguo casino Puerto México y además se encuentra el antiguo hotel Tubilla.
- Av. Cristóbal Colón que después del paseo Rivereño se convierte en bulevar Manuel Ávila Camacho y culmina en el paseo turístico de las escolleras.
- Bulevar John Sparks, que comprende el máximo paseo turístico de la ciudad a orillas del Golfo de México, esta avenida cambia de nombre a malecón, Juan Álvarez y paseo del malecón, de acuerdo a su construcción por etapas, la séptima etapa está en proceso. Es también donde se ubican la mayoría de los hoteles de esta ciudad y donde se construyen casas residenciales y torres departamentales, aquí se pueden encontrar todo tipo de entretenimiento nocturno, casinos, restaurantes, cines y cafés.
- Av. Juan Escutia, conocida por abarcar diversos colegios e instituciones educativas, muy reconocidas en la región.
- Av Las Palmas, en donde se encuentran las oficinas de Telmex y La plaza El Palmar
- Av. General Anaya Villazón.
- Carretera Transístmica, principal vía de acceso a la ciudad y comunicación con el municipio de Minatitlán.
- Av. del Puente o Carretera a Villahermosa. Es una de las entradas y salidas terrestres más importante de la ciudad, que permite la comunicación entre los estados del sur.
- Av. Juan Osorio López, donde se ubican la central camionera, y al final el parque recreativo La Alameda.
- La Carretera Ancha, principal acceso al Recinto portuario.
- Av. Las Barrillas: comprende desde el Instituto Tecnológico Superior de Coatzacoalcos hasta la congregación de Barrillas.
- Av. Zaragoza entre corregidora antigua construcción que data también de la segunda década de 1990.

## Demografía
La ciudad de Coatzacoalcos cuenta de acuerdo a los datos del XIV Censo General de Población y Vivienda del Instituto Nacional de Estadística y Geografía (INEGI) con una población de 212,540 habitantes, representando una disminución de 23,443 habitantes derivado del aumento de fraccionamientos y zonas habitacionales a las afueras de la ciudad, además de la emigración a otras ciudades por inseguridad y la falta de oportunidades laborales. Es por su población la 3° ciudad más poblada del estado de Veracruz solo por debajo de la capital Xalapa y del puerto de Veracruz mientras que a nivel nacional es la 77° ciudad más poblada de México.
| Gráfica de evolución demográfica de Coatzacoalcos entre 1900 y 2020                               |
|                                                                                                   |
| Población de los censos del Instituto Nacional de Estadística y Geografía (INEGI) de 1900 a 2020. |

### Migración

Monumento a los refugiados de la guerra civil española, Coatzacoalcos

Restaurante de origen libanés.

Como un puerto petrolero de gran relevancia y uno de los cruces de caminos más importantes a nivel nacional, la ciudad ha sido receptora de población proveniente de diversas partes del país y del extranjero.
Entre las comunidades extranjeras ya consolidadas, se destacan las de origen español, francés, italiano, alemán, austriaco, neerlandés, belga, británico (especialmente galeses y escoceses), irlandés, libanés (destacando figuras como Salma Hayek), sirio, palestino, iraquí, turco, saharaui, chino, griego, judío (tanto sefardí como asquenazí), noruego, coreano, japonés, cubano, guatemalteco, polaco, lituano, ucraniano, nicaragüense, salvadoreño y hondureño.
En cuanto a las nuevas olas migratorias, se encuentran haitianos, venezolanos, colombianos, ecuatorianos, chilenos, peruanos, bolivianos, brasileños, estadounidenses, canadienses, dominicanos, costarricenses, panameños, moldavos, bielorrusos, búlgaros, albaneses, portugueses, guineanos, senegaleses, malienses, congoleños, angoleños, mozambiqueños, nigerianos, cameruneses, ghaneses, marroquíes, egipcios, mauritanos, somalíes, etíopes, eritreos, sudaneses, kenianos, ugandeses, afganos, yemeníes, filipinos, malayos, indonesios, vietnamitas, paquistaníes, indios, bengalíes, uzbekos, entre otros.

## Educación
La ciudad cuenta con varias instituciones de educación superior y universidades, muchas de las cuales ofrecen carreras relacionadas con la industria petroquímica, la más importante de la región. Entre ellas se encuentran:
- Universidad Veracruzana
- Universidad De Sotavento
- Instituto Tecnológico Superior de Coatzacoalcos
- Universidad Tecnológica del Sureste de Veracruz
- Universidad Pedagógica Nacional

## Cultura

### Recintos culturales

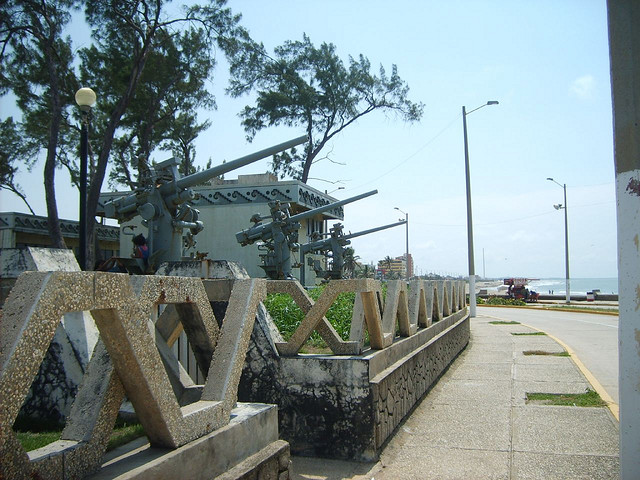
Malecón de Coatzacoalcos.

Si bien son muchos los lugares de la ciudad considerados culturalmente relevantes para los habitantes, algunos de los más destacados son:
- La Casa de la Cultura, en la intersección entre el malecón costero y el río.
- El Hemiciclo a los Niños Héroes, un concurrido parque junto a la Casa de la Cultura que marca el inicio de las escolleras.
- El museo de la pirámide, un pequeño museo subterráneo localizado bajo la réplica de una pirámide sobre el malecón costero, en donde se exhiben hallazgos arqueológicos de culturas prehispánicas que habitaron la zona.
- El teatro de la ciudad y el centro de convenciones, los auditorios más conocidos de la ciudad.
- El Centro Cultural Mutualista, una galería de arte y foro cultural en el centro de la ciudad.Escolleras en Coatzacoalcos.

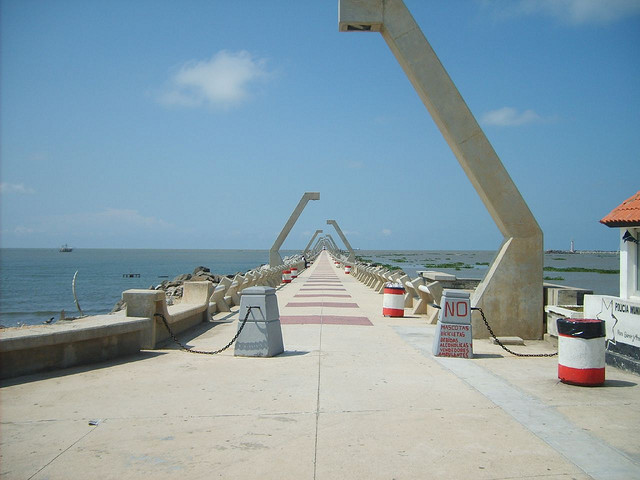
Escolleras en Coatzacoalcos.

### Arqueología

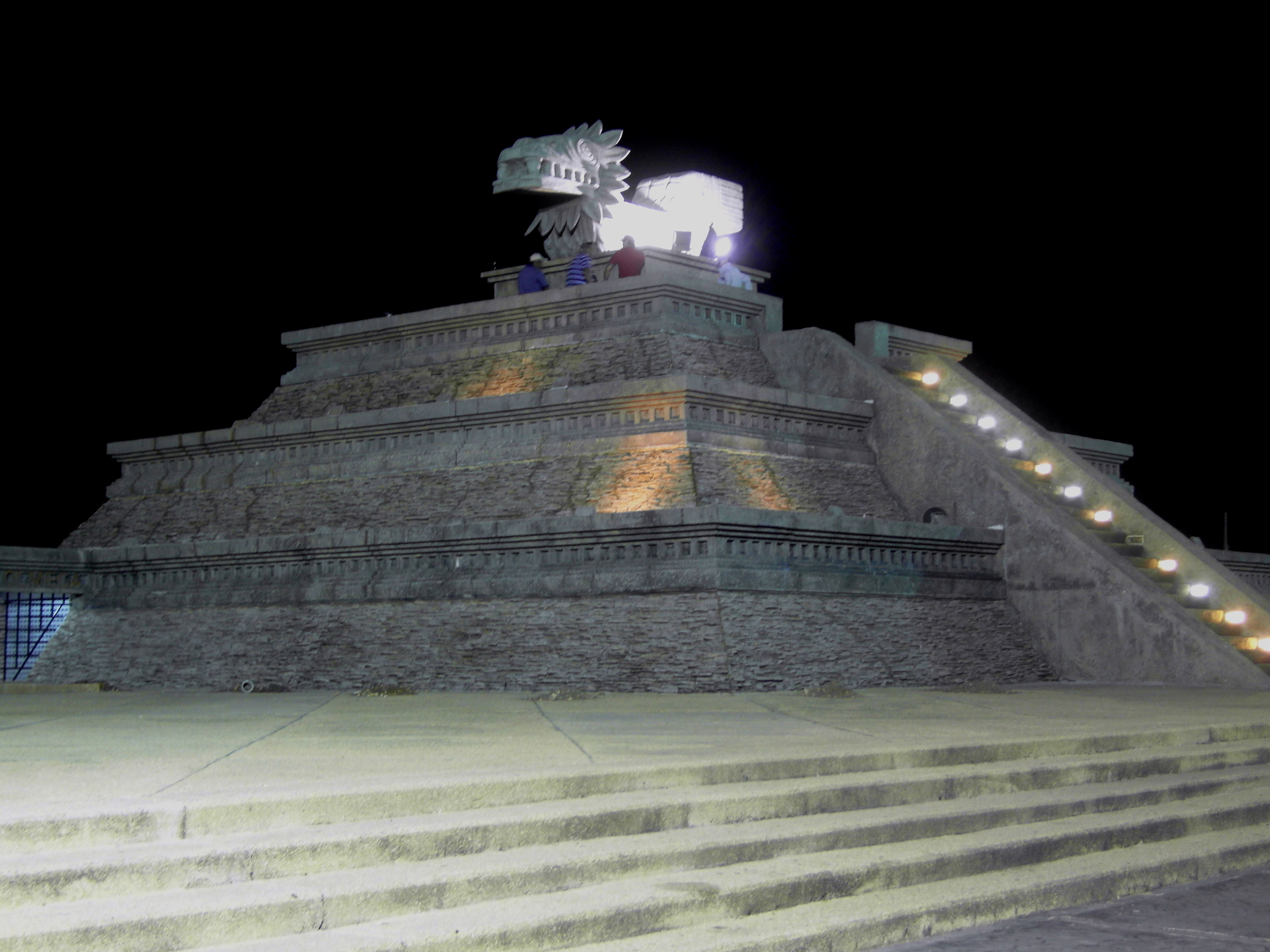
Réplica de una pirámide en el malecón.

En enero de 2008, encontraron en la construcción de la entrada del túnel sumergido del lado de Villa Allende, varias piezas prehispánicas que datan desde mucho antes de Cristo hasta el 1200 d. C. y pertenecen a varias culturas, como la olmeca, la maya, la teotihuacana y la totonaca, entre otras. Todo ello sugiere que la región pudo estar habitada desde mucho antes de lo que se creía.[cita requerida]
En diciembre de 2016 decenas de vestigios arqueológicos fueron encontrados por habitantes en los terrenos donde se construía un nuevo conjunto habitacional, al poniente de la ciudad de Coatzacoalcos.
En esas fechas localizaron más de 20 piezas, entre ellas figuras humanas y vasijas que habían sido removidos debido a la erosión y la edificación de viviendas en ese sector.

### Gastronomía

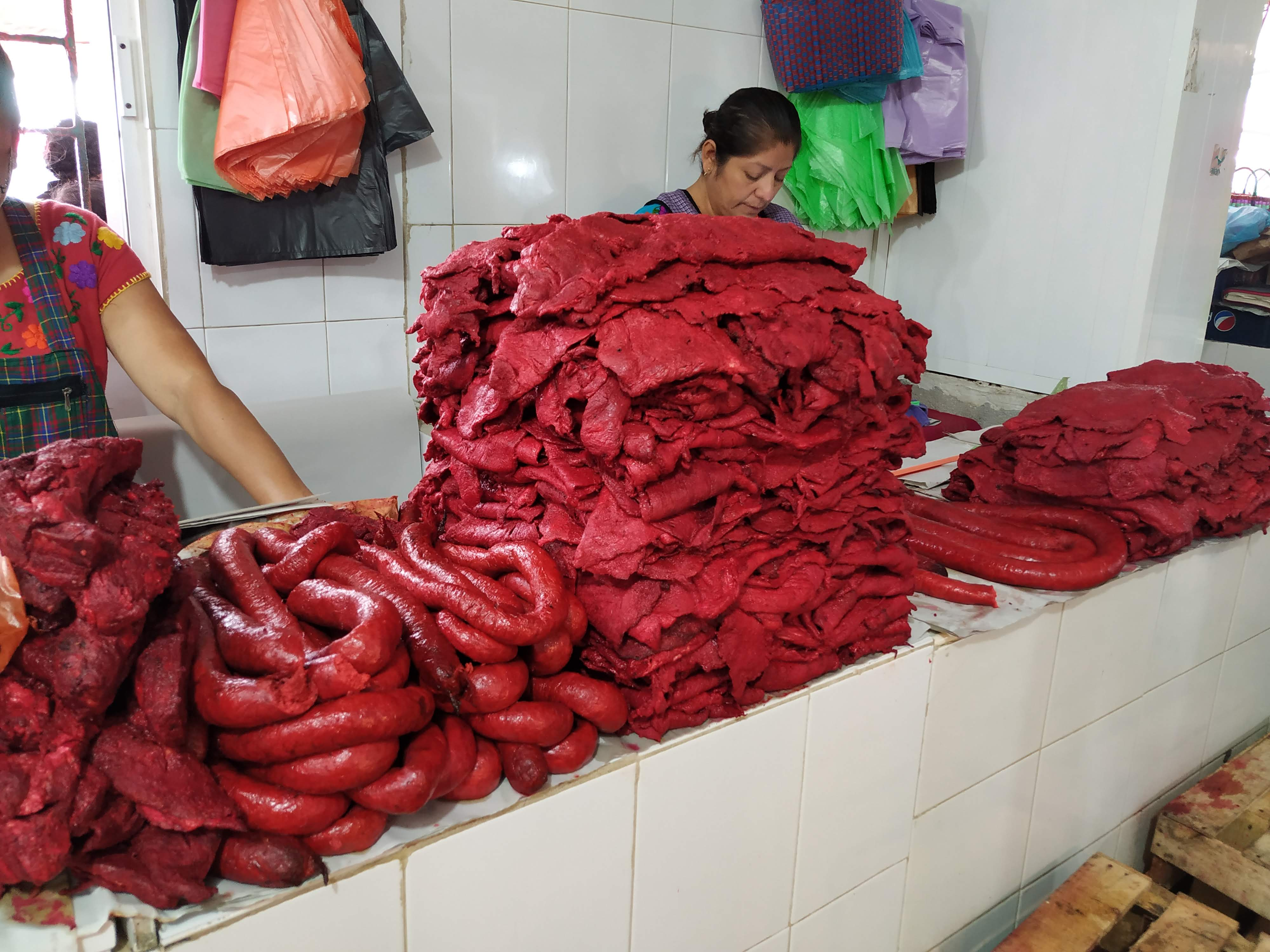
Longaniza (izquierda) y chinameca (derecha) a la venta en un mercado local.

La gastronomía típica de Coatzacoalcos incluye la carne de Chinameca, el canate, el armadillo, los guisos de tortuga, el pejelagarto ahumado, el pichichi, el venado, el pato, el tejón, el pez bobo, la tortuga en su sangre, las memelas y la taminilla. La minilla es un platillo creado en esta ciudad por don Juan Cruz Barceló oriundo de Tlacotalpan, quién tenía su restaurante donde hoy se encuentra la entrada al paseo de las Escolleras, platillo que se hizo muy popular en la región y que dio lugar a la creación de un tamal originario de la ciudad, llamado taminilla, un tamal relleno de minilla, con el cual se consiguió un récord: la taminilla más grande del mundo. También incluye una gran variedad de platillos de pescados y mariscos [cita requerida]
La gastronomía de la ciudad es una muestra de los movimientos geográficos de la zona, y muchos de estos platillos provienen de los estados circundantes: la población actual es en su mayoría inmigrante o descendiente de primera o segunda generación. Un ejemplo son las famosas tlayudas, platillo originario de Oaxaca, o los chanchamitos, que son tamales pequeños envueltos en hoja de maíz, amarrada de ambos lados formando un cilindro, parecido a un dulce.[cita requerida]
Muchos de los platillos descritos son platillos típicos de Tabasco, que está aproximadamente a 2 horas con 30 minutos de Coatzacoalcos centro. Por ejemplo, el pejelagarto ahumado y los guisos de tortuga en sus distintas preparaciones.

### Tradiciones y festividades
Se celebra una Fiesta Patronal el día 19 de marzo en honor al Señor San José, Santo Patrono de la ciudad y de la Catedral dedicada al mismo santo, con paseo del Santo, misas y mañanitas, organizadas por la iglesia. También la comunidad zapoteca asentada en la localidad, con ese motivo, cada año celebra grandes fiestas en honor a este Santo Patrono, que incluye varios días de actividades y que van desde la Calenda (que anuncia el inicio de las fiestas), la Tirada o Regada de Frutas, el Baile Velorio, la Mayordomía (con Misa y "mañanitas" al Santo) y el Lavado de Ollas. En estas festividades se pueden escuchar cohetería y apreciar "paseos" o procesiones de comitivas, con música de viento, por las principales calles de la ciudad, donde Capitanes, Capitanas, Mayordomos y sus invitados, luciendo vistosos trajes regionales propios del Istmo de Tehuantepec, portan flores, velas adornadas, imágenes del Santo y coloridos estandartes. Otras festividades religiosas celebradas en Coatzacoalcos, son en honor a Santiago Apóstol, La Virgen del Carmen, Santa Cecilia, a la Santa Cruz, que data de inicios de los años 1940, San Judas Tadeo y el Cristo Negro de Esquipulas, además de los Bailes de Gala o Velas de la conocida Colonia Zapoteca y tres grandes Velas o Bailes de las comunidades de muxes (homosexuales).
El Carnaval de Coatzacoalcos es uno de los más grandes del país. Anteriormente era celebrado cada año previo a las fiestas de Semana Santa. Sin embargo, en los últimos años no ha tenido lugar debido a falta de recursos, siendo el carnaval del 2016 el último celebrado en la ciudad portuaria. También durante la Semana Santa se acostumbra ir a la playa, donde se llevan a cabo varios eventos culturales, como concursos de figuras de arena, de pandorgas (papalotes) y muestras gastronómicas.
Los torneos de pesca son una tradición local y atraen anualmente a pescadores deportivos de todo el estado debido a la popularidad de los torneos y a los tentadores premios, como el premio en efectivo del Torneo de Pesca del Sábalo, que en su 64ª edición en 2018 ascendió a $100,000.
ExpoCoatza es una de las ferias más importantes de la región y del estado de Veracruz, en ella se llevan a cabo diferentes actividades año con año, pero las más representativas son los juegos mecánicos y juegos de feria, la granja ganadera y la granjita con animales que los niños pueden montar y acariciar, así como los conciertos que se llevan a cabo en el Palenque. Hay además, ventas de artesanías y comida típica regional, también fandangos y son jarocho del Sur. 
Al igual que en otras partes del Sur de México se celebra la rama en Navidad, donde los niños adornan una rama y cantan rimas de acuerdo con la temporada navideña. Muchas escuelas también organizan concursos de ramas.
Adicionalmente, solían ser tradicionales en la ciudad durante Navidad las "casitas", estas consistían en una caja de cartón o madera dentro de la cual se ponían imágenes o figuras representando a la Virgen María, San José, el niño Jesús o diversos animales, a los que se alumbraba con una veladora en su interior como alegoría del belén navideño.
El 31 de diciembre se quema "El Viejo", un muñeco hecho rellenando ropa vieja con aserrín y posteriormente introduciendo cohetes, el cual es encendido cerca de la media noche para despedir al año viejo que acaba y recibir al año nuevo con una serie de explosiones y chispas.

## Arquitectura
Dentro de las obras arquitectónicas más importantes de la ciudad de Coatzacoalcos destacan:

#### Edificio Inteligente Pemex Petroquímica
El edificio que alberga las oficinas corporativas de Pemex Petroquímica es una de las obras arquitectónicas más representativas de la ciudad de Coatzacoalcos. Este edificio se encuentra al poniente de la ciudad, sobre la calle Jacarandas, a un costado del centro comercial plaza Krystal.

#### Centro de convenciones de la ciudad
El centro de convenciones de la ciudad de Coatzacoalcos alberga múltiples eventos culturales que van desde exposiciones, graduaciones escolares, talleres y conciertos de orquesta sinfónica. Se encuentra ubicado sobre la avenida Abraham Zabludovsky.

#### Palacio Municipal
El palacio municipal es uno de los puntos de referencia más icónicos en el centro de la ciudad, construido en la década de 1950, cuenta con un estilo arquitectónico funcionalista y alberga las oficinas del alcalde y el cabildo de la ciudad. Se encuentra a un costado del parque Independencia.

#### Torre Telmex

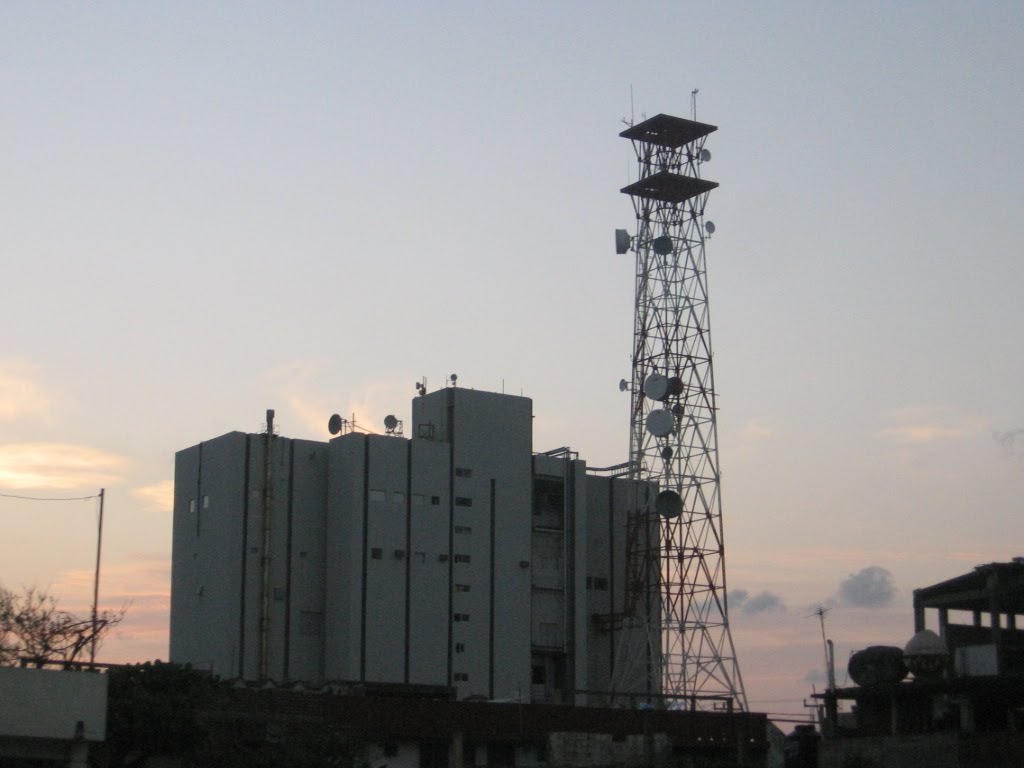
Torre Telmex en Coatzacoalcos

La torre Telmex alberga las oficinas de dicha empresa de telecomunicaciones y además es el centro de trabajo de instaladores y proveedores de Telmex , cuenta con una altura de 30 metros y se encuentra ubicada sobre Av Miguel Hidalgo 1526.

#### Edificio del poder judicial de la federación en Coatzacoalcos
En este edificio se albergan las oficinas del poder judicial de la federación sede Coatzacoalcos. Se encuentra ubicado sobre la avenida Universidad Veracruzana.

## Deportes
|                                     | Deportes | Competiciones              | Estadio                        | Creación |
| Tiburones Rojos de Veracruz Premier | Fútbol   | Segunda División de México | Estadio Rafael Hernández Ochoa | 2015     |

### Instalaciones deportivas
- Estadio de Béisbol Miguel Alemán
- Gimnasio 20 de Noviembre
- Parque Recreativo la Alameda
- Parque Bicentenario en Villa Allende
- Alberca Semi-Olímpica Municipal de acceso público
- Estadio de Atletismo «Rafael Hernández Ochoa».
- Actualmente hay siete canchas deportivas en diferentes colonias populares de Coatzacoalcos para practicar el fútbol, con pasto alfombra y con todos los servicios para los deportistas.
- Gimnasio popular de la colonia Nueva Obrera, el cual cuenta con instalaciones para realizar todo tipo de actividades deportivas: gimnasia, boxeo, karate, zumba, etc.

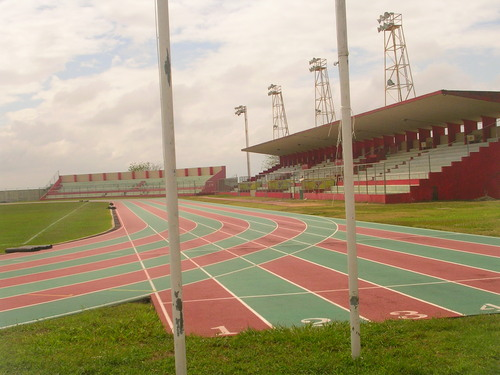
Estadio Rafael Hernández Ochoa.

- Gimnasio popular de la colonia Teresa Morales: con los mismos servicios que el anterior.Estadio Rafael Hernández Ochoa.El Club de Pesca de Coatzacoalcos ofrece un torneo anual de gran importancia en la pesca del sábalo o tarpón.[cita requerida]

### Fútbol
A lo largo de su historia deportiva, la ciudad de Coatzacoalcos ha contado con distintos equipos de fútbol, como Atlético Delfines De Coatzacoalcos O Atlético Coatzacoalcos siendo estos campeones en varias ocasiones de la Segunda División de México. Actualmente cuentan con un equipo en la misma división pero es filial de los Tiburones Rojos de Veracruz.

## Ciudades hermanadas
La ciudad de Coatzacoalcos está hermanada con las siguientes ciudades:
- Rizhao China (2008).[24]
- San Fernando, Filipinas (2003).[24]
- Mobile, Estados Unidos.[25]
- Salina Cruz, México (2009).[26]
- Heroica Zitácuaro, México (2009).[26]
- Huatulco, México.[27][28]